# Ablita nymphica
Ablita nymphica is een vlinder uit de familie van de uilen (Noctuidae). De wetenschappelijke naam van de soort werd voor het eerst geldig gepubliceerd in 1914 door Dyar.